# Psallus roseus
Psallus roseus är en insektsart som först beskrevs av Fabricius 1777.  Psallus roseus ingår i släktet Psallus och familjen ängsskinnbaggar. Inga underarter finns listade i Catalogue of Life.